# Sweet Springs
Sweet Springs és una població dels Estats Units a l'estat de Missouri. Segons el cens del 2000 tenia 1.628 habitants.

## Demografia
Segons el cens del 2000, Sweet Springs tenia 1.628 habitants, 612 habitatges, i 417 famílies. La densitat de població era de 388 habitants per km².
Dels 612 habitatges en un 33,7% hi vivien nens de menys de 18 anys, en un 57,4% hi vivien parelles casades, en un 6,7% dones solteres, i en un 31,7% no eren unitats familiars. En el 28,8% dels habitatges hi vivien persones soles el 16% de les quals corresponia a persones de 65 anys o més que vivien soles. El nombre mitjà de persones vivint en cada habitatge era de 2,48 i el nombre mitjà de persones que vivien en cada família era de 3,06.
Per edats la població es repartia de la següent manera: un 25,7% tenia menys de 18 anys, un 6,8% entre 18 i 24, un 25,6% entre 25 i 44, un 22,2% de 45 a 60 i un 19,7% 65 anys o més.
L'edat mediana era de 39 anys. Per cada 100 dones de 18 o més anys hi havia 88,8 homes.
La renda mediana per habitatge era de 33.819 $ i la renda mediana per família de 41.563 $. Els homes tenien una renda mediana de 28.942 $ mentre que les dones 19.318 $. La renda per capita de la població era de 14.126 $. Entorn del 6,2% de les famílies i el 9,6% de la població estaven per davall del llindar de pobresa.

## Poblacions més properes
El següent diagrama mostra les poblacions més properes.